# Jan Frąckowiak (duchowny)
Jan Frąckowiak (ur. 26 stycznia 1984 w Poznaniu) – polski duchowny rzymskokatolicki, doktor teologii dogmatycznej, kanonik gremialny, sekretarz arcybiskupa metropolity poznańskiego Stanisława Gądeckiego w latach 2016–2021, rektor Arcybiskupiego Seminarium Duchownego w Poznaniu od 2021, przewodniczący zarządu Konferencji Rektorów Wyższych Seminariów Duchownych od 2023.

## Życiorys
Egzamin dojrzałości złożył w Liceum Ogólnokształcącym św. Marii Magdaleny w Poznaniu. Święcenia diakonatu otrzymał 8 maja 2008 w bazylice archikatedralnej Świętych Apostołów Piotra i Pawła w Poznaniu z rąk biskupa pomocniczego poznańskiego Zdzisława Fortuniaka. W 2009 ukończył formację w Arcybiskupim Seminarium Duchownym w Poznaniu oraz uzyskał magisterium na Wydziale Teologicznym Uniwersytetu im. Adama Mickiewicza na podstawie pracy magisterskiej Duchowość Rodziny Serca Miłości Ukrzyżowanej na podstawie pism Stowarzyszenia, napisanej pod kierunkiem o. dr. Piotra Piaseckiego OMI. Święcenia prezbiteratu otrzymał 21 maja 2009 w bazylice archikatedralnej Świętych Apostołów Piotra i Pawła w Poznaniu z rąk arcybiskupa metropolity poznańskiego Stanisława Gądeckiego. Odbył studia specjalistyczne z zakresu teologii dogmatycznej na Wydziale Teologicznym Papieskiego Uniwersytetu Gregoriańskiego, a 20 kwietnia 2016 uzyskał stopień naukowy doktora na podstawie dysertacji L’ira di Dio secondo san Tommaso d’Aquino e Hans Urs von Balthasar e nell’esperienza mistica di santa Faustina Kowalska (Gniew Boży według świętego Tomasza z Akwinu i Hansa Ursa von Balthasara oraz w doświadczeniu mistycznym świętej Faustyny Kowalskiej), napisanej pod kierunkiem o. prof. Dariusza Kowalczyka SJ. Jest wykładowcą na Wydziale Teologicznym Uniwersytetu im. Adama Mickiewicza w Poznaniu oraz duszpasterzem Okręgu Wielkopolskiego Związku Harcerstwa Rzeczypospolitej.
Po święceniach prezbiteratu został skierowany jako wikariusz do parafii św. Józefa Opiekuna Kościoła Świętego w Wolsztynie. Z dniem 1 października 2010 rozpoczął studia specjalistyczne. W 2015 został wikariuszem w parafii św. Andrzeja Apostoła w Komornikach. 1 lipca 2016 arcybiskup metropolita poznański Stanisław Gądecki mianował go swoim sekretarzem, a 1 lipca 2017 powierzył mu także obowiązki ceremoniarza arcybiskupiego. 1 września 2021 objął urząd rektorski Arcybiskupiego Seminarium Duchownego w Poznaniu. 4 września 2023 został wybrany przewodniczącym zarządu Ogólnopolskiej Konferencji Rektorów Wyższych Seminariów Duchownych Diecezjalnych i Zakonnych.
20 grudnia 2021 arcybiskup Stanisław Gądecki mianował go kanonikiem gremialnym Kapituły Metropolitalnej Poznańskiej.

## Książki
- L’ira di Dio secondo san Tommaso d’Aquino e Hans Urs von Balthasar e nell’esperienza mistica di santa Faustina Kowalska, Wydawnictwo: G&BPress, 2017, ISBN 978-88-7839-370-7.
- Wiara. Podręczny przewodnik, Wydawnictwo: Świętego Wojciecha, 2021, ISBN 978-83-8065-450-1.
- Kościół. Podręczny przewodnik, Wydawnictwo: Świętego Wojciecha, 2023, ISBN 978-83-8065-532-4.